# Pseudopedaria lamottei
Pseudopedaria lamottei är en skalbaggsart som beskrevs av Yves Cambefort 2003. Pseudopedaria lamottei ingår i släktet Pseudopedaria och familjen bladhorningar. Inga underarter finns listade i Catalogue of Life.